# Prunus × subhirtella
Prunus × subhirtella Miq.,1865 è un arbusto della famiglia delle Rosacee.
È un ibrido derivante dall'incrocio P. incisa × P. itosakura.

## Ecologia
Prunus × subhirtella è tra le piante nutrici delle larve di Chrysozephyrus smaragdinus, una farfalla della famiglia Lycaenidae.